# 氰乙酸甲酯
氰乙酸甲酯（英語：Methyl cyanoacetate）是一种具有活泼亚甲基的有机化合物，化学式为C4H5NO2，带有一个腈官能团和酯官能团，常温下为无色液体，密度1.123 g·cm−3（25 °C），溶解度5.4 g（20 °C）。这种化合物可由氰乙酸与甲醇酯化反应或者氯乙酸甲酯发生氰化反应来制备。